# Hesperodiaptomus californiensis
Hesperodiaptomus californiensis là một loài động vật giáp xác trong họ Diaptomidae.